# Digi24
Digi24 (pronunciación rumana: [ˈdid͡ʒi ˌdowəzet͡ʃʲ ʃi ˈpatru]) es un canal de televisión de noticias independiente rumano en formato de 24 horas que fue lanzado el 1 de marzo de 2012 por la compañía de telecomunicaciones RCS & RDS

## Antecedentes
10 TV, un canal de televisión generalista, fue lanzado el 10 de diciembre de 2010 por RCS & RDS. 10 TV alojó el show de Nașul, que Radu Moraru había conducido durante diez años en B1 TV. El primero de marzo de 2012, 10 TV fue renombrado como Digi24 por la agencia de marcas británica Kemistry.

## Emisiones
- Jurnalul de știri Digi24
- România 24
- 2.0
- Bonton
- Biziday
- Business Club
- Catalog imobiliar
- Conversații esențiale
- Ca-n filme
- Dă-te la o carte
- Digicult
- Digimatinal
- Din interior
- Imparțial
- Jurnal pentru copii
- Jurnal extern
- Jurnalul de seară
- Kilometrul 0
- La volan
- Pașaport diplomatic
- Pastila de limbă
- Revista presei
- Sănătatea în bucate
- Tinerețe fără bătrânețe
- Turist acasă
- În fața ta
- 24 într-o oră
- 24 de minute

## Proyectos
- Reportaj
- Vin din Basarabia
- Generația revoluției
- Triumful unei națiuni
- Primii doi ani
- 1989 - Anul care a schimbat lumea
- Lumina e în oameni
- România furată
- România cu încetinitorul
- Raport de țară
- NATO - Summitul securității mondiale
- Legi cu dedicație
- România XXL
- România din farfurie
- România din plic
- Vreau să știu
- Premiile Oscar 2015
- Premiile Oscar 2016
- Politicieni fără de lege
- 1990 - Anul 0
- Generația X - Români de succes
- Proiect de țară
- Copilărie cu palma
- România de fațadă
- România Fast Forward
- România la bilanț
- 100 de ani de comunism

## Periodistas representativos
- Arina Delcea
- Adriana Nedelea
- Anca Dumitrescu
- Cătălin Petre
- Alexandra Albu
- Alexandra Țenea
- Ștefania Vasiliu
- Cosmin Prelipceanu
- Dana Gonț
- Iulia Pop
- Roxana Lăzărescu
- Claudiu Pândaru
- Florin Negruțiu
- Alina Manolache
- Raluca Pantea
- Roxana Vântu
- Cristina Sbîrn
- Laura Culiță
- Ionuț Negru
- Paul Greavu
- Annabelle Borș
- Manuela Rolea
- Cătălin Vlăsceanu
- Georgiana Dediș
- Miruna Mihailovici
- Marius Țuca
- Iulia Stanciu
- Yvette Mîrza
- Carolina Voin
- Adina Șandru
- Andrei Marinaș
- Cosmin Stuparu
- Ana Maria Dobre
- Teodora Tompea
- Ionuț Suciu
- Bogdan Marica
- Toni Sorică
- Raluca Bașu
- Oana Manoilă
- Alex Baran
- Alex Moraru
- Vlad Ungar
- Mădălina Zamfir
- Claudiu Loghin
- Carla Tănasie
- Adrian Susanu
- Octavian Haragoș
- Sergiu Voicu
- Bogdan Ocnaru
- Alexandra Groza
- Radu Paraschivescu
- Ștefania Bătrînca
- Alice Enuca
- Sidonia Ghindeanu
- Ioana Mihai
- Mirela Palcu
- Adela Mohanu
- Andreea Negoiță
- Alina Eftimie
- Andreea Georgescu
- Mihai Firică
- Manuela Strinu
- Alexandra Grigoriță
- Ligia Munteanu